# The President's Lady
The President's Lady (bra O Destino Me Persegue) é um filme estadunidense de 1953, do gênero drama histórico-biográfico, dirigido por Henry Levin para a 20th Century Fox, com roteiro de John Patrick baseado no romance President's Lady: A Novel of Rachel and Andrew Jackson, de Irving Stone.
Trata-se de uma versão romanceada do romance entre o ex-presidente dos Estados Unidos Andrew Jackson e sua esposa, Rachel Donelson Robards. 

## Prêmios e indicações
| Prêmio     | Categoria                               | Recipiente                               | Resultado |
| ---------- | --------------------------------------- | ---------------------------------------- | --------- |
| Oscar 1954 | Melhor direção de arte - preto e branco | Lyle Wheeler, Leland Fuller, Paul S. Fox | Indicado  |
| Oscar 1954 | Melhor figurino - preto e branco        | Charles LeMaire, Renie                   | Indicado  |

## Elenco
- Susan Hayward...Rachel Donelson
- Charlton Heston...Presidente Andrew Jackson
- John McIntire...John Overton
- Fay Bainter...Madame Donaldson
- Whitfield Connor...Lewis Robards
- Carl Betz...Charles Dickinson
- Gladys Hurlbut...Madame Phariss
- Ruth Attaway...Moll
- Charles Dingle...Capitão Irwin
- Nina Varela...Madame 'Peachblossom' Stark
- Margaret Wycherly...Madame Robards
- Ralph Dumke...Coronel Stark

## Sinopse
Rachel Donelson conta seu romance com Andrew Jackson, desde quando esse chegou em sua cidade em fins do século XIX, nomeado promotor público local. Ela estava casada com o ciumento e abusivo William e fugira para a casa da mãe quando este a acusara de adultério com um primo. Ela tenta retomar o casamento, mas logo os abusos recomeçam e ela abandona o marido novamente, tentando fugir para outro estado com a ajuda de Andrew. No caminho, os dois se apaixonam e Andrew quer se casar com ela em território espanhol, mas Rachel teme ficar "marcada". Quando surge a notícia de William ter pedido o "divórcio" por adultério, os dois imediatamente se casam. Mas, à medida que Andrew ascende na carreira como um militar e político competente, Rachel sofre com as constantes provocações e ataques das pessoas que não se esquecem das acusações de seu primeiro marido.